# Русівська сільська рада
| Русівська сільська рада — колишній орган місцевого самоврядування у Снятинському районі Івано-Франківської області з адміністративним центром у с. Русів. 9 березня 1960 р. Станіславський облвиконком ухвалив рішення про приєднання Русівської сільради до Потічківської. Відновлена 9 липня 1991 року. Сільській раді підпорядковані населені пункти: - с. Русів |

## Склад ради
Рада складається з 16 депутатів та голови.

### Керівний склад ради
| ПІБ                           | Основні відомості                                                 | Дата обрання | Дата звільнення |
| ----------------------------- | ----------------------------------------------------------------- | ------------ | --------------- |
| Тофан Петро Васильович        | Сільський голова, 1967 року народження, освіта, безпартійний      | 26.03.2006   | 01.10.2008      |
| Стефаник Олексія Миколайовича | Сільський голова, 1978 року народження, освіта, безпартійний      | 15.03.2009   | 31.10.2010      |
| Стефаник Олексій Миколайович  | Сільський голова, 1978 року народження, освіта вища, безпартійний | 31.10.2010   |                 |

Примітка: таблиця складена за даними джерела